# Porter Cup
De Porter Cup is een golftoernooi voor top-amateurs in de Verenigde Staten.
Het is een toernooi van 72 holes dat jaarlijks wordt gespeeld op de Niagara Falls Country Club in Lewiston, New York. De eerste editie was in 1959. Veel voormalige winnaars werden later beroemde professional, zoals Ben Crenshaw, Phil Mickelson, Scott Verplank en Scott Simpson. 

## Winners
| - 1959: John Konsek - 1960: Ward Wettlaufer - 1961: John Konsek - 1962: Ed Tutwiler - 1963: Bill Harvey - 1964: Deane Beman - 1965: Ward Wettlaufer - 1966: Bob E. Smith - 1967: Bob E. Smith - 1968: Randy Wolff - 1969: Gary Cowan - 1970: Howard Twitty - 1971: Ronnie Quinn - 1972: Ben Crenshaw - 1973: Vinny Giles - 1974: George Burns - 1975: Jay Sigel - 1976: Scott Simpson - 1977: Vance Heafner - 1978: Bobby Clampett | - 1979: John Cook - 1980: Tony DeLuca - 1981: Jay Sigel - 1982: Nathaniel Crosby - 1983: Scott Verplank - 1984: Danny Mijovic - 1985: Scott Verplank - 1986: Nolan Henke - 1987: Jay Sigel - 1988: Tony Mollica - 1989: Robert Gamez - 1990: Phil Mickelson - 1991: Gary Nicklaus - 1992: David Duval - 1993: Joey Gullion - 1994: Allen Doyle - 1995: Ryuji Imada - 1996: Joey Snyder III - 1997: John Harris - 1998: Gene Elliott | - 1999: Hunter Haas - 2000: Christopher Wisler - 2001: Nick Cassini - 2002: Simon Nash - 2003: Casey Wittenberg - 2004: Spencer Levin - 2005: Pablo Martín Benavides - 2006: Seung-su Han - 2007: Brian Harman - 2008: Adam Mitchell - 2009: Brendan Gielow - 2010: David Chung - 2011: Patrick Rodgers - 2012: Richy Werenski |